# Suberites tylobtusus
Suberites tylobtusus är en svampdjursart som beskrevs av Claude Lévi 1958. Suberites tylobtusus ingår i släktet Suberites och familjen Suberitidae.
Artens utbredningsområde är havet utanför Saudiarabien. Inga underarter finns listade i Catalogue of Life.